# Brunseredsgölen
Brunseredsgölen är en sjö i Ulricehamns kommun i Västergötland och ingår i Göta älvs huvudavrinningsområde. Sjöns area är 0,04 kvadratkilometer och den är belägen 316 meter över havet.